# ۲۷۳ (قمری)
۲۷۳ (قمری)، دویست و هفتاد و سومین سال در گاهشماری هجری قمری است. اول محرم این سال برابر با دوازدهم ژوئن سال ۸۸۶ میلادی است.